# Rauðasandur
Rauðasandur är en landtunga i republiken Island. Den ligger i regionen Västfjordarna, i den västra delen av landet, 

## Historia
Sjöundá är en ödegård, på den östligaste punkten av Rauðasandur. År 1802 var gården platsen för ett mord, då en man och en kvinna mördades av Bjarni Bjarnason och Steinunn Sveinsdóttir. År 1803 dömde Kristian VII av Danmark paret till döden. Avrättningen ägde rum 1805.